# Grand Prix Formule 1 van Frankrijk 1957
De Grand Prix Formule 1 van Frankrijk 1957 werd gehouden op 7 juli op het circuit van Rouen-Les-Essarts in Rouen. Het was de vierde race van het seizoen.

## Uitslag
| Pos. | Nr. | Coureur                    | Constructeur  | Rondes | Tijd / Oorzaak uitval | Grid | Punten |
| ---- | --- | -------------------------- | ------------- | ------ | --------------------- | ---- | ------ |
| 1    | 2   | Juan Manuel Fangio         | Maserati      | 77     | 3:07:46.4             | 1    | 8      |
| 2    | 10  | Luigi Musso                | Ferrari       | 77     | +50,8 s               | 3    | 7S     |
| 3    | 12  | Peter Collins              | Ferrari       | 77     | +2:06.0               | 5    | 4      |
| 4    | 14  | Mike Hawthorn              | Ferrari       | 76     | +1 Ronde              | 7    | 3      |
| 5    | 6   | Harry Schell               | Maserati      | 70     | +7 Rondes             | 4    | 2      |
| 6    | 4   | Jean Behra                 | Maserati      | 69     | +8 Rondes             | 2    |        |
| 7    | 24  | Mike MacDowel Jack Brabham | Cooper-Climax | 68     | +9 Rondes             | 15   |        |
| NF   | 8   | Carlos Menditeguy          | Maserati      | 30     | Motor                 | 9    |        |
| NF   | 18  | Stuart Lewis-Evans         | Vanwall       | 30     | Stuurfout             | 10   |        |
| NF   | 20  | Roy Salvadori              | Vanwall       | 25     | Motor                 | 6    |        |
| NF   | 28  | Herbert MacKay-Fraser      | BRM           | 24     | Transmissie           | 12   |        |
| NF   | 16  | Maurice Trintignant        | Ferrari       | 23     | Elektrisch probleem   | 8    |        |
| NF   | 22  | Jack Brabham               | Cooper-Climax | 4      | Ongeluk               | 13   |        |
| NF   | 30  | Horace Gould               | Maserati      | 4      | Aandrijving           | 14   |        |
| NF   | 26  | Ron Flockhart              | BRM           | 2      | Ongeluk               | 11   |        |

## Statistieken
| Pole-position | Juan Manuel Fangio | Maserati | 2:21.5 |
| Snelste ronde | Luigi Musso        | Ferrari  | 2:22.4 |

## Noot
- Dit was het debuut voor de Amerikaanse coureur Herbert MacKay-Fraser en de Britse coureur Mike MacDowel.
- Eerste snelste ronde voor Luigi Musso.
- Dit was de 25ste Grand Prix-winst en de vijftigste podiumplaats voor een Argentijnse coureur.

1906 · 1907 · 1908 · 1912 · 1913 · 1914 · 1921 · 1922 · 1923 · 1924 · 1925 · 1926 · 1927 · 1928 · 1929 · 1930 · 1931 · 1932 · 1933 · 1934 · 1935 · 1936 · 1937 · 1938 · 1939 · 1947 · 1948 · 1949 · 1950 · 1951 · 1952 · 1953 · 1954 · 1956 · 1957 · 1958 · 1959 · 1960 · 1961 · 1962 · 1963 · 1964 · 1965 · 1966 · 1967 · 1968 · 1969 · 1970 · 1971 · 1972 · 1973 · 1974 · 1975 · 1976 · 1977 · 1978 · 1979 · 1980 · 1981 · 1982 · 1983 · 1984 · 1985 · 1986 · 1987 · 1988 · 1989 · 1990 · 1991 · 1992 · 1993 · 1994 · 1995 · 1996 · 1997 · 1998 · 1999 · 2000 · 2001 · 2002 · 2003 · 2004 · 2005 · 2006 · 2007 · 2008 · 2018 · 2019 · 2021 · 2022